# 需要の価格弾力性
需要の価格弾力性（じゅようのかかくだんりょくせい、英: Price elasticity of demand）は、財の価格が1%上昇したときのその財の需要の変化率のこと。需要の価格弾力性が-2の場合、価格が1%上昇したときに需要が2%減少することを意味する。多くの場合、価格の上昇はその財の需要を減らすので、需要の価格弾力性はマイナスの値をとることが多い。通常、マイナスの値をとるので、マイナスの符号を省いて絶対値を指すことが多い。

## 概要
ある財の需要の価格弾力性は以下のように計算される。
{\displaystyle e={\frac {\Delta q/q}{\Delta p/p}}={\frac {(q^{\prime }-q)/q}{(p^{\prime }-p)/p}}}
ただし{\displaystyle p}は初期時点における財の価格、{\displaystyle \Delta p=p^{\prime }-p}は価格の変化、{\displaystyle q}は初期時点における需要量、{\displaystyle \Delta q=q^{\prime }-q}は需要量の変化である。これは、価格が1%変化したときの需要の変化率である。価格が100円から5円上昇して105円になり、需要が200単位から20単位低下した場合、価格の上昇率は{\displaystyle (105-100)/100=0.05}であるから5%で、需要の変化率は{\displaystyle (180-200)/200=-0.10}であるから-10%である。したがって、需要の価格弾力性は(−10%)/(+5%)=−2である。
需要の法則により、価格の上昇は通常は需要を減らすので、需要の価格弾力性は負であることが多い。したがって、例えば、「需要の価格弾力性が2である」と言えば、厳密に定義に沿って計算した弾力性は-2であることを指す場合が多い。 需要の価格弾力性が負の財を通常財（Ordinary goods）と呼ぶ。
ヴェブレン財とギッフェン財は、需要の価格弾力性が正である例外的な財である。まとめると以下のようになる（需要の価格弾力性を{\displaystyle e_{qp}}としている）。
| {\displaystyle e_{qp}<0} | 通常財       | 価格が上昇したときに、その財の需要が減少する。 |
| {\displaystyle e_{qp}>0} | ギッフェン財 | 価格が上昇したときに、その財の需要が増加する。 |

参考のために、需要の所得弾力性{\displaystyle e_{qI}}に基づいた分類も以下にまとめる。
| {\displaystyle e_{qI}>0}       | 上級財（正常財）             | 所得が増加したときに、その財の需要が増加する。                                           |
| {\displaystyle e_{qI}>1}       | 上級財（正常財）でかつ奢侈財 | 所得が増加したときに、その財の需要が増加し、所得の増加率よりも需要の増加率の方が大きい。 |
| {\displaystyle 1\geq e_{qI}>0} | 上級財（正常財）でかつ必需品 | 所得が増加したときに、その財の需要が増加し、所得の増加率よりも需要の増加率の方が小さい。 |
| {\displaystyle e_{qI}<0}       | 下級財（劣等財）             | 所得が増加したときに、その財の需要が減少する。                                           |

スルツキー方程式を用いると、包括的な財の分類をすることができる。需要の価格弾力性は消費税や関税の生産者負担率、消費者負担率を計算する上で非常に重要な概念である。価格弾力性を調べるために、マーケティングリサーチやコンジョイント分析などが行われる。

## 問題点

線形需要曲線における需要と収入 (価格×数量) の関係を示ている。弾力的は範囲（図の左側）では「需要の価格弾力性」が1よりも大きいので、価格の低下は収入を増やす。一方、非弾力的は範囲（図の右側）では、「需要の価格弾力性」が1よりも小さいので、価格を低下させても需要はそれほど増えず、収入が減少する。収入は、弾力性が1のとき最大値をとる。

価格の変化の大きさに対して、需要の価格弾力性は必ずしも一定ではない。価格1%の変化は、初期価格が高いか低いかによって需要の変化に影響する。「価格-数量ダイアグラム（縦軸に価格をとって横軸に数量をとった図）」において、需要曲線が直線で書けるとき、価格弾力性は線形の需要曲線に沿っても一定ではなく、曲線に沿って変化する（右の図を参照のこと）。
需要の価格弾力性は価格が上昇するときと低下するときで絶対値が等しくならない（対称的でない）。価格が10円から16円に上昇し、需要が100単位から80単位に減少したとする。このとき、価格の上昇率が60%で、需要の減少率が20%なので、需要の価格弾力性は(−20%)/(+ 60%) ≈ −0.33となる。
一方で、価格が16円から10円に低下し、需要が80単位から100単位に増加した場合、価格の低下率が37.5%で、需要の増加率が25%なので、需要の価格弾力性は(+25%) /(−37.5%) = −0.67となる。これをインデックス・ナンバー問題（Index number problem）と呼ぶ。

## その他の定義

### 弧弾力性
弧弾力性（こだんりょくせい、またはアーク弾性、英: Arc elasticity）は、ヒュー・ダルトンが提示した弾力性の定義である。弧弾力性は、インデックス・ナンバー・プロブレムを克服している。弧弾力性は、以下のように定義される。
{\displaystyle e={\frac {\left({\frac {p_{1}+p_{2}}{2}}\right)}{\left({\frac {q_{1}+q_{2}}{2}}\right)}}\times {\frac {\Delta q}{\Delta p}}={\frac {p_{1}+p_{2}}{q_{1}+q_{2}}}\times {\frac {\Delta q}{\Delta p}}}
これは、需要曲線上の 「元の点」と「新しい点」の価格の平均値を需要の平均値で割ったものである。大雑把に言えば、需要曲線の 2 点間の曲線の円弧の平均弾力性である。
2点間の直線の中点の座標を用いた定義であるため、「中点式（Midpoints formula）」としても知られる。この式は、需要曲線が2点の間で直線であると仮定しているため、需要曲線の曲率が大きくなるほど、この弾力性の近似は悪くなる。

### 点弾力性
点弾力性（てんだんりょくせい、英: Point elasticity）は、微積分を用いて、需要と価格の非常に小さな変化を基に弾力性を計算する方法である。以下のように定義される。
{\displaystyle e={\frac {dq}{dp}}\times {\frac {p}{q}}}
ただし{\displaystyle d}は微分の記号で、{\displaystyle \Delta }と同じように解釈して差し支えない。点弾力性は、「需要の価格に対する微分」に「価格の需要に対する比率」を掛けたものである。 点弾力性は、需要関数が微分可能なときのみ定義可能である。対数微分の性質{\displaystyle {\frac {d\ln y}{dx}}={\frac {1}{y}}{\frac {dy}{dx}}}を利用して、以下のように定義することもできる。
{\displaystyle e={\frac {d\ln q}{d\ln p}}}

## 弾力的か非弾力的か
「弾力的である」という場合は、符号を無視して、需要の価格弾力性の絶対値が大きいことを意味する。
需要の価格弾力性が絶対値が1よりも小さいとき、需要が非弾力的であるという。つまり、需要が価格の変化に対してあまり反応しない。需要の価格弾力性の絶対値が1より大きいとき、需要が弾力的であるという。つまり、需要が価格の変化に対して敏感に反応する。需要の価格弾力性力性が0のとき、需要は価格の変化に対して全く反応しない。

## 歴史

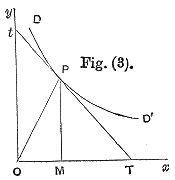
マーシャルが需要の価格弾力性を定義した図

アルフレッド・マーシャルが1890年の『経済学原理』で「需要の価格弾力性」を最初に定義したとされる。クールノーの需要曲線から、需要の価格弾力性の定義式を導出している。マーシャルは、「市場における需要の弾力性は、価格の下落に対して需要がどれくらい増加するか、あるいは減少するかを測る指標である」と述べている。彼は、「財の価格が上昇したら、通常は需要は減少する。しかし、減少度合いが大きい場合も小さい場合もある。減少度合いが大きい場合は、わずかな価格の変化が大きな影響を与えるということである」と述べている。マーシャルの需要の価格弾力性は点弾力性であり、微積分を用いて弾力性を計算している。

## 限界収入との関係
次式が成立する。
{\displaystyle MR=p\,\left(1+{\dfrac {1}{e}}\right)}
ただし
MRは限界収入
pは価格
eは需要の価格弾力性
この式は以下のように示せる。
収入をRとする。このとき、
{\displaystyle MR={\frac {\partial R}{\partial q}}={\frac {\partial }{\partial q}}(p\,q)=p+q\,{\frac {\partial p}{\partial q}}}
{\displaystyle e={\dfrac {\partial q}{\partial p}}\cdot {\dfrac {p}{q}}\Rightarrow e\cdot {\frac {q}{p}}={\frac {\partial q}{\partial p}}\Rightarrow {\frac {p}{e\cdot q}}={\frac {\partial p}{\partial q}}}
{\displaystyle MR=p+q\cdot {\frac {p}{e\cdot q}}=p\,\left(1+{\frac {1}{e}}\right)}
需要曲線と限界収入（MR）曲線の両方が描かれた図において、限界収入が正となる数量では、需要は弾力的（|e|が1よりも大きい）になる。限界収入がゼロとなる数量では単位弾力的（|e|が1）となり、限界収入が負となる数量では非弾力的（|e|が1よりも小さい）となる。

## 決定要因
需要の価格弾力性は、価格変更後に消費者の購入行動を変えるかどうかで決まる。したがって、消費者の購入行動に影響する要因は需要の弾力性に影響する。

### 代替品の存在
購入可能な代替品が多く、より身近であるほど、わずかな価格変更でもその財の購入をやめる消費者が多くなるため、需要の価格弾力性は大きくなる。代替品が存在しない場合、需要は非弾力的になる。

### 財のカテゴリーの幅広さ
財のカテゴリーを広く定義すると、弾力性は低く計算される。例えば、コカ・コーラとペプシコーラを異なる財と定義して、ペプシコーラの価格が上昇したときのコカ・コーラの需要の価格弾力性を計算すると、弾力性（の絶対値）は大きくなるだろう。しかし、清涼飲料水と広く財を定義して、アルコール飲料の価格の上昇に対する清涼飲料水の需要の価格弾力性を計算すると、コカ・コーラとペプシ・コーラの場合と比較して、弾力性は小さくなる。

### 所得に占める割合
その財への支出額が消費者の所得に占める割合が高くなるほど、消費者は価格の変化に敏感になるため、需要の価格弾力性は大きくなる。その財への支出額が所得のごくわずかな部分しか占めていない場合、需要は非弾力的となる。

### 必需品
毎日摂取しなければならない何らかの疾病の治療薬のように、消費者にとって必ず必要な財であれば、需要の価格弾力性は低くなる。

### 価格変更の期間
価格の変更が継続して長く続くほど、代替品を探す時間ができる消費者が増えるため、弾力性は高くなる。例えば、ガソリン価格が突然上昇しても、その価格上昇が一時的なものであれば、ガソリンへの需要はあまり変化しないと考えられる。一方で、ガソリン価格が高止まりするようであれば、より多くの消費者が公共交通機関に切り替え、ガソリンへの需要を減らすと考えられる。

### ブランド・ロイヤルティー
特定のブランドに愛着がある消費者が多い場合は、そのブランドの財の需要の価格弾力性は小さくなる。

### 誰が支払うのか
航空機のチケット代が高くなっても、企業の経費で支払われるなど、購入者自身が支出するわけではない場合は、需要は非弾力的になる。

### 中毒性
中毒性の高い財の需要は、非弾力的である。タバコ、麻薬、アルコールなどが挙げられる。消費者はそのような財を必需品として見るため、大幅な価格変動があっても購入せざるを得なくなる。